# فرودگاه اسکای‌وی استیتس
فرودگاه اسکای‌وی استیتس (به انگلیسی: Skyway Estates Airport) یک فرودگاه همگانی با کد یاتا 60G است که یک باند فرود چمن دارد و طول باند آن ۸۰۹ متر است. این فرودگاه در کشور ایالات متحده آمریکا قرار دارد و در ارتفاع ۲۸۴ متری از سطح دریا واقع شده است.